# Манькова Світлана Костянтинівна
Світлана Костянтинівна Манькова (1 грудня 1962 року) — українська радянська гандболістка, бронзовий призер Олімпійських ігор 1988 року.

## Біографія
Закінчила Київський державний інститут фізичної культури. Заслужений майстер спорту СРСР (1986). Виступала за команду Спартак (Київ). Тренери: Бєлих М. Б., І. Є. Турчин.
Чемпіонка світу (1986). Володарка Кубка європейських чемпіонів (1987, 1988).
У 1988 році разом із жіночою командою СРСР по гандболу завоювала бронзову медаль Олімпіади 1988 року. У фінальній частині змагань зіграла три матчі і забила один гол.